# Haitianisch-ungarische Beziehungen
Die haitianisch-ungarischen Beziehungen beschreiben das bilaterale Verhältnis zwischen der Republik Haiti einerseits und Ungarn andererseits.

## Geschichte und Stand
Die im Jahr 1804 von Frankreich unabhängig gewordene Republik Haiti und das 1918 aus der Auflösung des ehemaligen Staates Österreich-Ungarn entstandene Ungarn unterhalten seit 2005 diplomatische Beziehungen.
Die entsprechende gemeinsame Erklärung wurde am 30. März 2005 von den Leitern der Ständigen Vertretungen beider Länder bei den Vereinten Nationen in New York unterzeichnet.
Es wurden keine diplomatischen Vertretungen im jeweils anderen Land eingerichtet. Die Botschaften von Frankreich und Spanien in Haiti stehen ungarischen Staatsangehörigen in konsularischen Belangen zur Verfügung.
Haiti ist Mitglied der Organisation Amerikanischer Staaten (OAS), bei der Ungarn einen Beobachterstatus innehat.
Am 24. Dezember 1941 trat Haiti aufseiten der Alliierten in den Zweiten Weltkrieg ein und erklärte den Achsenmächten, darunter Ungarn, den Krieg. Ungarn ließ die Kriegserklärung Haitis unbeantwortet.
Die Regierung Ungarns gibt an, dass sich unter den häufig zu verzeichnenden großen Zahlen illegaler Migranten regelmäßig auch Haitianer befanden.
Nach dem verheerenden Erdbeben in Haiti im Januar 2010 leistete Ungarn einen Beitrag in Höhe von 100.000 Euro zur Durchführung von Hilfsmaßnahmen.
Die bei den International Photography Awards 2020 ausgezeichnete ungarische Autorin und Fotografin Ildi Tillmann arbeitete Anfang der 2020er Jahre für drei Jahre an dem multimedialen Projekt Faces and Places - Beyond the Headlines: Haiti. Die eindrücklichen Einblicke in die Lebenswirklichkeit der Menschen in Port-au-Prince erfuhren Aufmerksamkeit, da die internationale Presse angesichts der Krise in Haiti das Land meidet.